# Skopelos
Skopelos (řecky: Σκόπελος, Skópelos) je malý ostrov v souostroví Sporady v Egejském moři severovýchodně od ostrova Euboia. Zaujímá plochu 96 km² a jeho vrcholy Delfi a Paluki přesahují výšku 500 m.
Ostrov je územím Řecké republiky a správně spadá do kraje Thessálie, prefektury Magnésie. Na ostrově se nachází stejnojmenné město a správní středisko, kde žije asi polovina obyvatel, a další dvě osady – Glossa a Neo Klima. V roce 2001 tvořilo jeho obyvatelstvo 4696 osob.
Ostrov ještě nebyl zničen či negativně ovlivněn turisty z celého světa. Po ostrově se dá pohybovat hlavně na motocyklech, které vám půjčí místní vlastníci hotelů. Rozkládá se zde mnoho nádherných pláží, jež jsou lemovány křišťálovým mořem.

## Historie
Nejstarší archeologické nálezy datované do let 1600–1400 př. n. l., které byly nalezeny u zátoky Stafylos, ukazují na silný mykénský vliv. Bylo zde nalezeno několik budov a bohatý hrob patřící pravděpodobně vládci ostrova.
V antice byl ostrov nazýván Peparethos. V archaickém období byl kolonizován osadníky z města Chalkis na blízké Euboii. Město Peparethos (dnešní město Skopelos) doznalo značné prosperity v 6. až 5. století př. n. l., kdy razilo vlastní mince. Po vstupu do prvního Athénského námořního spolku ztratilo město a ostrov na čas svoji nezávislost, kterou však získalo zpět během 4. století př. n. l.. V této době existovala na ostrově další 2 města: Selinús na místě dnešního Lutraki (dnes součást města Glossy) a Panormos. Ostrov tehdy udržoval obchodní kontakty až s černomořským prostorem.
Na závěr klasického období byl ostrov vyloupen makedonským vojskem (340), v helénistickém se stal předmětem sporu mezi Starověkou Makedonií a Pergamem a záměrně poničen (199). Po obnově (197) ztratil ostrov vlastní demokratickou správu roku (86), kdy byl dobyt Mithridatem VI. Záhy však přešel do rukou Římanů (82). Jméno Skopelos se poprvé objevuje od 2. století př. n. l..
Křesťanství se na ostrově objevuje od 4. století, kdy zde byl popraven biskup Réginos (363), dnes uctívaný jako místní patron. V byzantském období byl ostrov opevňován a opevňování pokračovalo i po obsazení ostrova Benátčany. Po obsazení Konstantinopole křižáky připadl Skopelos Vévodství Naxos (1207), 1277 byl zpětně začleněn do Byzantské říše. 1453 přešel opět do rukou Benátčanů a roku 1538 byl dobyt Turky, načež byl ostrov vylidněn.
Od konce 17. století začal opět růst počet obyvatel díky kolonistům z Makedonie a Thessálie a v 18 a 19. století se ostrov opět zapojil do středomořského námořního obchodu. Během Řecké války za nezávislost našli na ostrově útočiště utečenci z pevniny. Součástí nového řeckého státu se Skopelos stal roku 1832.

## V kultuře
Na ostrově se natáčel muzikál Mamma Mia!
s Meryl Streepovou a Piercem Brosnanem. Ve filmu se však jmenoval Kalokairi.